# Джалиб-эш-Шуюх
Джалиб-эш-Шуюх (араб. جليب الشيوخ‎) — город в провинции (мухафаза) Эль-Фарвания, один из 16 районов провинции, часть Эль-Кувейтской агломерации. Крупнейший по населению район Кувейта и один из крупнейших пригородов Эль-Кувейта. Площадь — 8,14 км². Население — 312 443 человек (2015 год).
Расположен на крайнем севере провинции, в нескольких километрах от столицы страны, в 5 км от побережья Персидского залива. 
В период 2010—2015 года рост населения составил +3,27%/год. Является крупнейшим местом проживания выходцев из Южной Азии и арабских стран (Египет и Сирия). 
На юго-востоке к городу примыкает Международный аэропорт.